# Antonio Benavides y Fernández de Navarrete
Antonio Benavides y Fernández de Navarrete (Baeza, Jaén, 20 de juny de 1807 - Madrid, 23 de gener de 1884) va ser un jurista, historiador i polític espanyol.

## Biografia
Entre altres honors va ser director de la Reial Acadèmia de la Història, membre de la Reial Acadèmia de Ciències Morals i Polítiques, cavaller de l'Orde de Sant Jaume, cavaller gran creu de l'Orde de Carles III i cavaller gran creu de l'Orde d'Isabel la Catòlica.

## Carrera política
Adscrit políticament al Partit Conservador va ocupar una càtedra en la Universitat de Granada i després de ser fiscal en la Reial Audiència de Puerto Rico va exercir (sota el regnat d'Isabel II) el càrrec de Ministre de la Governació en 1847, 1853 i 1864, any en el qual també exerciria la cartera d'Estat.
En 1867 va ser senador vitalici, i en 1876 ho fou per la província de Jaén. Anteriorment havia estat diputat per Jaén, per Granada i per Múrcia de 1837 a 1864. També fou ambaixador espanyol a la Santa Seu de 1875 a 1876.

## Obres
- Historia de Fernando VII
- Historia de las regencias españolas en el presente siglo
- Las repúblicas musulmanas en España